# Craftivism

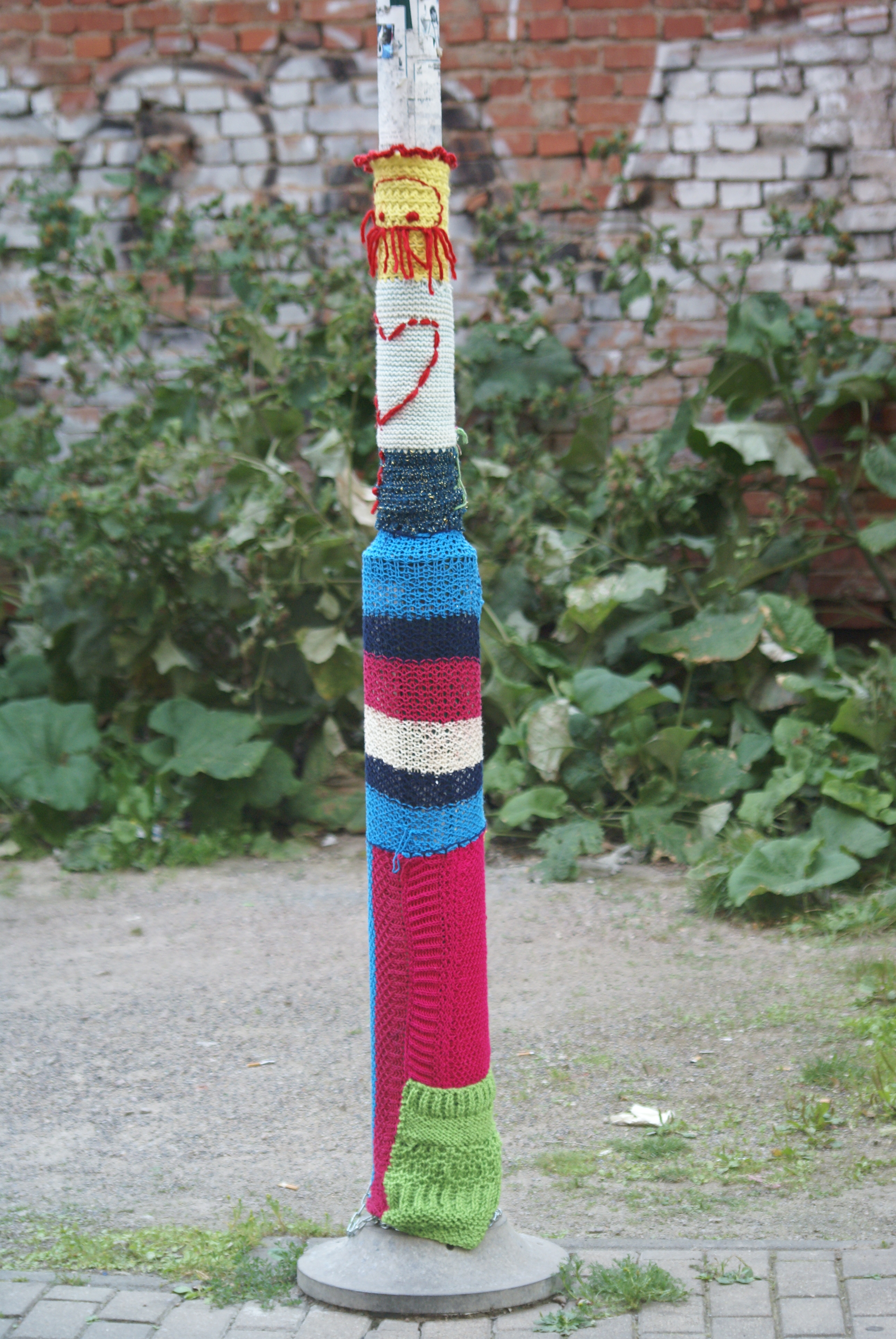
Lyktstolpe med garngraffiti i Erfurt, Tyskland.

Craftivism är en term för politiskt hantverk. Det är en global rörelse som förenar hantverk och aktivism. Ordet Crafivism är en sammanslagning av engelskans ord för slöjd och aktivism, craft och activism. En utövare av Craftivism kallas craftivist.

## Definition av Craftivism
Begreppet Craftivism myntades av den amerikanska sociologen Betsy Greer 2003, hennes definition löd: ”Craftivism är ett sätt att se på livet där uttryckta åsikter genom kreativitet gör din röst starkare, ditt deltagande djupare och din jakt på rättvisa mer oändlig.” År 2004 ingick ordet i Betsy Greers magisteruppsats från Goldsmiths’ College. Uppsatsen handlade om stickning, DIY-kultur och samhällsutveckling. Betsy Greer har gett begreppet en uppdaterad definition som lyder: ”Craftivism är ett sätt att se på livet där kreativitet förstärker dina åsikter, gör din röst starkare, din medkänsla djupare och din strävan efter rättvisa mer definitiv”.
Betsy Greer har tillsammans med tolv andra personer skrivit ett manifest för craftivism som finns publicerat på craftivism.com Hon skriver där att detta inte är en slutlig definition av Craftivism och att ”Craftivism is what you make of it, as it was born out of DIY punk roots on my end and activist craft has been made without rules for thousands of years before I came along.” 

## Former av Craftivism
Inom Craftivism är material och teknik mindre viktigt, det viktiga är att göra något med sin kreativitet. Det kan till exempel vara att sticka mössor till hemlösa, påverka politiker med broderade banners eller lämna sin politiska åsikt på en pärlplatta.  En vanlig form av Craftivism är garngraffiti; stickade (Stickgraffiti) eller virkade utsmyckningar som placeras på stolpar, skyltar eller andra objekt i det offentliga rummet. Craftivismen kan eftersträva olika resultat; att uppmärksamma allmänheten om en politisk fråga eller att påverka politiker eller företag. En aktion kan både fokusera på det sociala samspelet mellan deltagare eller länka samman deltagarna för en speciell uppgift. Craftivisterna samordnar och sprider ofta sina aktioner via bloggar, forum och andra kommunikationskanaler online.

## Exempel på Craftivism

### The Craftivisit Collective

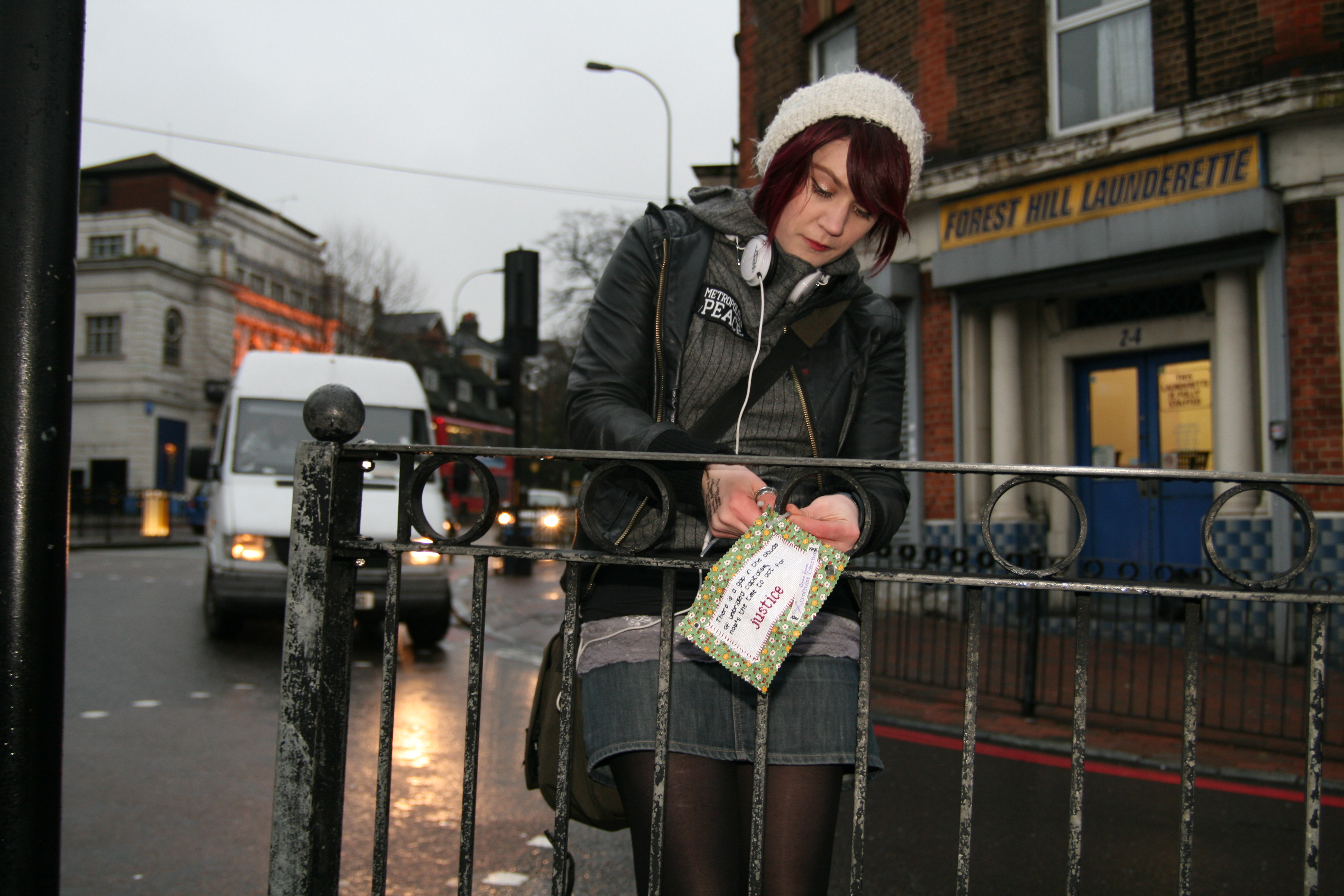
Sarah Corbett grundare av The Craftivist Collective.

2009 startade Sarah Corbett The Craftivisit Collective efter att Craftivists från hela världen kontaktat henne via hennes blogg The Lonely Craftivist och velat delta i hennes craftivist-projekt. Sarah Corbett startade sin blogg då hon började brodera när hon var utbränd efter att ha arbetat med politisk aktivism. Hon kombinerade sitt broderande med sin aktivism och skapade sina egna Craftivism-projekt som hon dokumenterade via sin blogg.
Craftivist Collective arbetar främst med broderade budskap. De har utvecklat en rad olika projekt för att hjälpa Craftivists att engagera sig i olika frågor på ett meningsfullt och strategiskt sätt. Varje projekt kan göras individuellt eller som en grupp och är utformat för att hjälpa till att skapa en färdig artikel samt att reflektera över de berörda frågorna under arbetets gång. Genom sin hemsida säljer Craftivist Collective materialsatser som kan köpas av den som vill komma igång med Craftivism utan att ha några förkunskaper om broderi eller aktivism. Craftivist Collective har utvecklat så kallade mini banners, där ett kärnfullt budskap får plats på en liten yta. Ett av deras uppmärksammade budskap är en banner skapad i samband med London Fashion Week som lyder ”Lowest paid models at London Fashion Week paid £125 an hour. Majority of garment workers in Vietnam paid £25 a month.”.

### Pussyhat Project

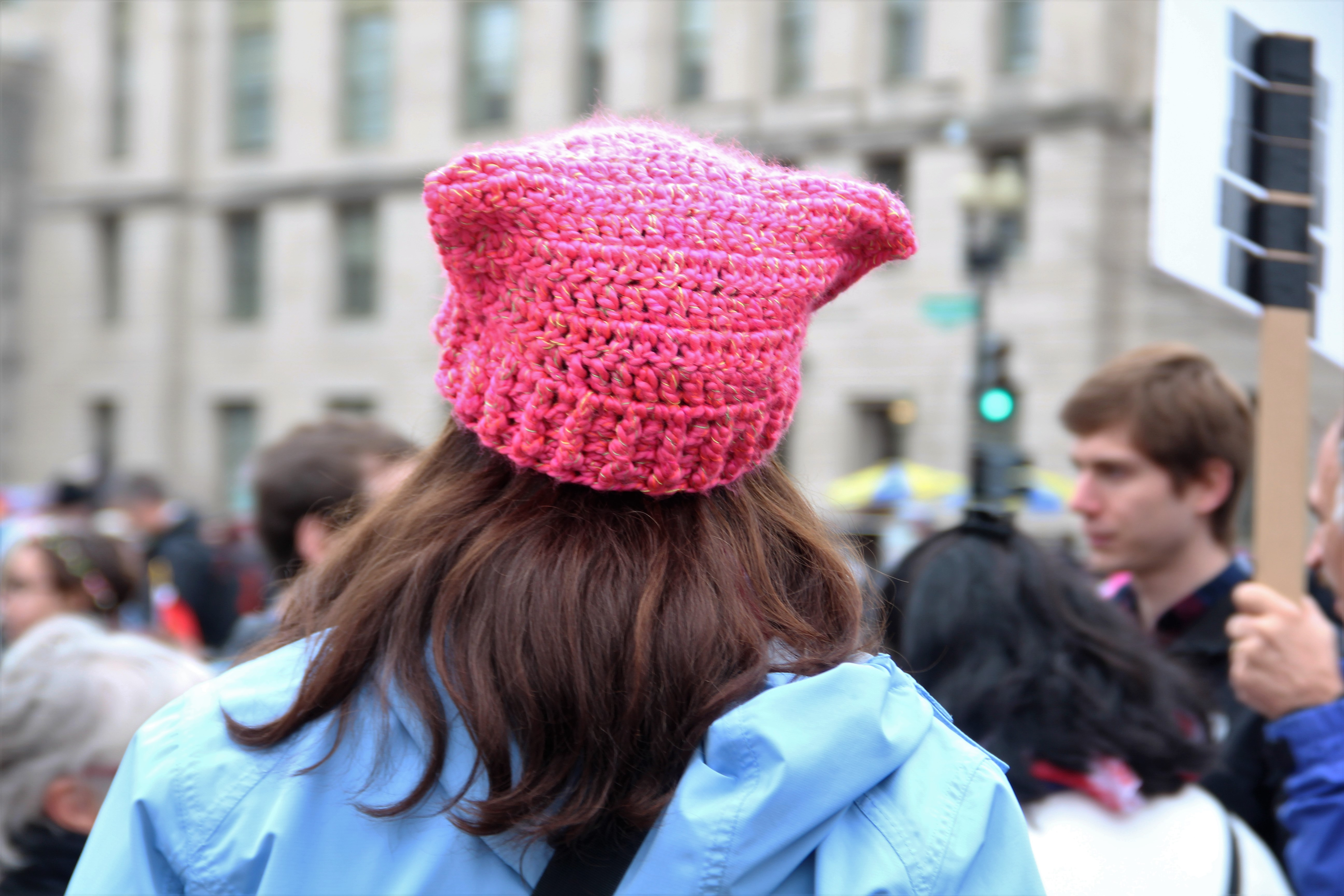
En kvinna bär en Pussyhat under Womens’s March on Washington

The Pussyhat Project lanserades av Krista Suh och Jayna Zweiman i november 2016 inför Women’s March on Washington 21 januari 2017. Projektet gick ut på att sticka, virka eller sy en rosa mössa med öron att ha på sig eller ge till någon att ha på sig under Women’s March on Washington. Mössan var en reaktion på Donald Trumps uttalande "grab them by the pussy" under valrörelsen. Syftet med projektet var att skapa ett hav av rosa mössor samt att ge människor som inte fysiskt kunde medverka vid Women’s March on Washington ett sätt att medverka genom att skapa och ge bort pussyhats. Symbolvärdet i mössan blev på kort tid starkt och mössan har kommit att användas i ett bredare perspektiv, som uttryck för kampen om kvinnors rättigheter i hela världen. I bland annat Sverige har mössan använts av deltagare vid demonstrationer i och med internationella kvinnodagen.